# 알라산 은두르
알라산 은두르(프랑스어: Alassane N'Dour, 1981년 12월 12일 ~ )는 세네갈의 전직 프로 축구 선수로, 수비형 미드필더로 활약했다. 은두르는 프로 선수 경력 동안 프랑스, 잉글랜드, 그리스의 클럽에서 뛰었다.

## 구단 경력
은두르는 프랑스의 생테티엔과 트루아에서 활약했다. 2003–04년 시즌에는 잉글랜드의 웨스트브로미치 앨비언에서 임대 선수로 뛰었다.
2008년 2월, 은두르는 2007–08년 시즌 종료까지 잉글랜드의 월솔로 임대 이적하였다. 2008년 4월 5일, 트랜미어 로버스와의 홈경기에서 2-1 승리를 이끄는 활약을 펼치며 리그 원 이주의 팀에 선정되었다.
2009년 5월 15일부터는 그리스의 축구 명문 독사 드라마에 입단하였으며, 2009–10년 시즌 북부 3부 리그 챔피언으로 팀의 2부 리그 승격에 기여했다.

## 국가대표팀 경력
그는 세네갈 국가대표팀 소속으로도 활약했으며, 2002년 FIFA 월드컵에 참가했다.